# مرحله مقدماتی فوتبال المپیک تابستانی ۲۰۱۶
در المپیک ریو ۱۶ تیم برای مردان و ۱۲ تیم برای زنان است.در هر کنفدراسیون برای انتخاب تیم‌ها مقدماتی است.شرایط حضور در المپیک. ۱. به رسمیت شناخته شده باشد آن تیم.۲.باید کد شرکت در مسابقه را داشته باشند.۳.بازیکنان باید زیر سن ۲۳ باشند و فقط داشتن ۳ بازیکن بالای ۲۳ مجاز است.۴.نداشتن بازیکن دوپینگی و اعتقاد به بازی جوانمردانه.

## تیم های صعود کرده
آفریقا=    الجزایر  نیجریه  آفریقای جنوبی .
اروپا =   آلمان  دانمارک  پرتغال  سوئد.
آسیا =  ژاپن  کرهٔ جنوبی  عراق.

## تیم‌ها
اسیا
بازیهای مقدماتی فوتبال  المپیک ۲۰۱۶ برزیل در قاره آسیا در ۱۰ گروه برگزار می‌شود ، تیم‌های اول هر گروه مستقیم به مرحله نهایی این بازیها در قطر صعود می‌کنند و از بین تیم‌های دوم  ۵ تیم برتر جواز صعود به مرحله بعد می‌گیرند. 
در کل ۱۶ تیم به مرحله نهایی که ۱۲ تا ۳۰ ژانویه ۲۰۱۶ در قطر برگزار می‌شود صعود می‌کنند.
۳ تیم برتر بازی‌های قهرمانی امیدهای آسیا به المپیک ریو دوژانیرو برزیل صعود می‌کنند.

### تیم‌های حاضر
افغانستان
  هند
  لبنان

 استرالیا
  اندونزی
  ماکائو

 بنگلادش
  ایران
  مالزی

 بحرین
  عراق
  مالدیو

 برونئی
  ژاپن
  مغولستان

 کامبوج
  اردن
  میانمار

 چین
  کویت
    نپال

 جمهوری چین
  قرقیزستان
  کرهٔ شمالی

 هنگ کنگ
  لائوس
  عمان

 پاکستان
  قطر
  کرهٔ جنوبی

 فیلیپین
  عربستان سعودی
  سری‌لانکا

 فلسطین
  سنگاپور
  سوریه

 تاجیکستان
  امارات متحدهٔ عربی
  یمن

 تایلند
  ازبکستان

 Timor-Leste
  ویتنام

""قطر میزبان مرحله نهایی است وبه مرحله نهایی مستقیم صعود کرده.""

## گروه بندی ها
مرحله اول
گروه۱
| رده | تیم      | بازیها | برد | مساوی | باخت | گل زده | گل خورده | تفاضل گل | امتیاز | صعود یا سقوط      |
| --- | -------- | ------ | --- | ----- | ---- | ------ | -------- | -------- | ------ | ----------------- |
| ۱   | عراق ·   | ۴      | ۳   | ۱     | ۰    | ۱۵     | ۴        | ۱۱+      | ۱۰     | صعود به مرحله بعد |
| ۲   | عمان ·   | ۴      | ۲   | ۲     | ۰    | ۱۲     | ۳        | ۹+       | ۸      | حذف               |
| ۳   | بحرین ·  | ۴      | ۱   | ۲     | ۱    | ۴      | ۳        | ۱+       | ۵      | حذف               |
| ۴   | لبنان ·  | ۴      | ۱   | ۱     | ۲    | ۳      | ۹        | ۶-       | ۴      | حذف               |
| ۵   | مالدیو · | ۴      | ۰   | ۰     | ۴    | ۲      | ۱۷       | -۱۵      | ۰      | حذف               |

گروه۲
| رده | تیم         | بازیها | برد | مساوی | باخت | گل زده | گل خورده | تفاضل گل | امتیاز | صعود یا سقوط      |
| --- | ----------- | ------ | --- | ----- | ---- | ------ | -------- | -------- | ------ | ----------------- |
| ۱   | اردن ·      | ۳      | ۲   | ۱     | ۰    | ۱۲     | ۳        | ۹+       | ۷      | صعود به مرحله بعد |
| ۲   | کویت ·      | ۳      | ۱   | ۲     | ۰    | ۵      | ۳        | ۲+       | ۵      | حذف               |
| ۳   | پاکستان ·   | ۲      | ۱   | ۰     | ۲    | ۳      | ۸        | -۵       | ۳      | حذف               |
| ۴   | قرقیزستان · | ۲      | ۰   | ۱     | ۲    | ۱      | ۷        | ۶-       | ۱      | حذف               |

گروه۳
| رده | تیم             | بازیها | برد | مساوی | باخت | گل زده | گل خورده | تفاضل گل | امتیاز | صعود یا سقوط      |
| --- | --------------- | ------ | --- | ----- | ---- | ------ | -------- | -------- | ------ | ----------------- |
| ۱   | عربستان سعودی · | ۴      | ۳   | ۱     | ۰    | ۹      | ۱        | ۸+       | ۱۰     | صعود به مرحله بعد |
| ۲   | ایران ·         | ۴      | ۳   | ۰     | ۱    | ۱۵     | ۲        | ۱۳+      | ۹      | تیم برتر          |
| ۳   | فلسطین ·        | ۴      | ۲   | ۰     | ۲    | ۶      | ۴        | +۲       | ۶      | حذف               |
| ۴   | افغانستان ·     | ۴      | ۱   | ۱     | ۲    | ۲      | ۸        | ۶-       | ۴      | حذف               |
| ۵   | نپال ·          | ۴      | ۰   | ۰     | ۴    | ۰      | ۱۷       | -۱۷      | ۰      | حذف               |

گروه۴
| رده | تیم                 | بازیها | برد | مساوی | باخت | گل زده | گل خورده | تفاضل گل | امتیاز | صعود یا سقوط      |
| --- | ------------------- | ------ | --- | ----- | ---- | ------ | -------- | -------- | ------ | ----------------- |
| ۱   | امارات متحدهٔ عربی · | ۳      | ۳   | ۰     | ۰    | ۸      | ۰        | ۸+       | ۹      | صعود به مرحله بعد |
| ۲   | یمن ·               | ۳      | ۲   | ۰     | ۱    | ۷      | ۲        | ۵+       | ۶      | تیم برتر          |
| ۳   | تاجیکستان ·         | ۳      | ۱   | ۰     | ۲    | ۶      | ۶        | ۰        | ۳      | حذف               |
| ۴   | سری‌لانکا ·          | ۳      | ۰   | ۰     | ۳    | ۱      | ۱۴       | ۱۳-      | ۰      | حذف               |

گروه۵
| رده | تیم        | بازیها | برد | مساوی | باخت | گل زده | گل خورده | تفاضل گل | امتیاز | صعود یا سقوط      |
| --- | ---------- | ------ | --- | ----- | ---- | ------ | -------- | -------- | ------ | ----------------- |
| ۱   | سوریه ·    | ۳      | ۳   | ۰     | ۰    | ۱۰     | ۱        | ۹+       | ۹      | صعود به مرحله بعد |
| ۲   | ازبکستان · | ۳      | ۲   | ۰     | ۱    | ۷      | ۲        | ۵+       | ۶      | تیم برتر          |
| ۳   | هند ·      | ۳      | ۰   | ۱     | ۲    | ۰      | ۶        | ۶-       | ۱      | حذف               |
| ۴   | بنگلادش ·  | ۳      | ۰   | ۱     | ۲    | ۰      | ۸        | ۸-       | ۱      | حذف               |

گروه۶
| رده | تیم          | بازیها | برد | مساوی | باخت | گل زده | گل خورده | تفاضل گل | امتیاز | صعود یا سقوط      |
| --- | ------------ | ------ | --- | ----- | ---- | ------ | -------- | -------- | ------ | ----------------- |
| ۱   | استرالیا ·   | ۳      | ۳   | ۰     | ۰    | ۱۵     | ۱        | ۱۴+      | ۹      | صعود به مرحله بعد |
| ۲   | میانمار ·    | ۳      | ۲   | ۰     | ۱    | ۶      | ۶        | ۰        | ۶      | حذف               |
| ۳   | جمهوری چین · | ۳      | ۱   | ۰     | ۲    | ۳      | ۸        | ۵-       | ۳      | حذف               |
| ۴   | هنگ کنگ ·    | ۳      | ۰   | ۰     | ۳    | ۲      | ۱۱       | ۹-       | ۰      | حذف               |

گروه۷
| رده | تیم         | بازیها | برد | مساوی | باخت | گل زده | گل خورده | تفاضل گل | امتیاز | صعود یا سقوط      |
| --- | ----------- | ------ | --- | ----- | ---- | ------ | -------- | -------- | ------ | ----------------- |
| ۱   | کرهٔ شمالی · | ۳      | ۲   | ۱     | ۰    | ۸      | ۱        | ۷+       | ۷      | صعود به مرحله بعد |
| ۲   | تایلند ·    | ۳      | ۲   | ۱     | ۰    | ۷      | ۲        | ۵+       | ۷      | تیم برتر          |
| ۳   | کامبوج ·    | ۳      | ۱   | ۰     | ۲    | ۳      | ۸        | ۵-       | ۳      | حذف               |
| ۴   | فیلیپین ·   | ۳      | ۰   | ۰     | ۳    | ۲      | ۱۱       | ۹-       | ۰      | حذف               |

گروه۸
| رده | تیم           | بازیها | برد | مساوی | باخت | گل زده | گل خورده | تفاضل گل | امتیاز | صعود یا سقوط      |
| --- | ------------- | ------ | --- | ----- | ---- | ------ | -------- | -------- | ------ | ----------------- |
| ۱   | کرهٔ جنوبی ·   | ۳      | ۳   | ۰     | ۰    | ۱۲     | ۰        | ۱۲+      | ۹      | صعود به مرحله بعد |
| ۲   | اندونزی ·     | ۳      | ۲   | ۰     | ۱    | ۷      | ۴        | ۳+       | ۶      | حذف               |
| ۳   | Timor-Leste · | ۳      | ۱   | ۰     | ۲    | ۳      | ۸        | ۵-       | ۳      | حذف               |
| ۴   | برونئی ·      | ۳      | ۰   | ۰     | ۳    | ۰      | ۱۰       | ۱۰-      | ۰      | حذف               |

گروه۹
| رده | تیم      | بازیها | برد | مساوی | باخت | گل زده | گل خورده | تفاضل گل | امتیاز | صعود یا سقوط      |
| --- | -------- | ------ | --- | ----- | ---- | ------ | -------- | -------- | ------ | ----------------- |
| ۱   | ژاپن ·   | ۳      | ۳   | ۰     | ۰    | ۱۰     | ۰        | ۱۰+      | ۹      | صعود به مرحله بعد |
| ۲   | ویتنام · | ۳      | ۲   | ۰     | ۱    | ۹      | ۳        | ۶+       | ۶      | تیم برتر          |
| ۳   | مالزی ·  | ۳      | ۱   | ۰     | ۲    | ۳      | ۳        | ۰        | ۳      | حذف               |
| ۴   | ماکائو · | ۳      | ۰   | ۰     | ۳    | ۰      | ۱۶       | ۱۶-      | ۰      | حذف               |

گروه ۱۰
| رده | تیم        | بازیها | برد | مساوی | باخت | گل زده | گل خورده | تفاضل گل | امتیاز | صعود یا سقوط      |
| --- | ---------- | ------ | --- | ----- | ---- | ------ | -------- | -------- | ------ | ----------------- |
| ۱   | چین ·      | ۳      | ۳   | ۰     | ۰    | ۱۰     | ۰        | ۱۰+      | ۹      | صعود به مرحله بعد |
| ۲   | لائوس ·    | ۳      | ۲   | ۰     | ۱    | ۹      | ۳        | ۶+       | ۶      | حذف               |
| ۳   | سنگاپور ·  | ۳      | ۱   | ۰     | ۲    | ۳      | ۳        | ۰        | ۳      | حذف               |
| ۴   | مغولستان · | ۳      | ۰   | ۰     | ۳    | ۰      | ۱۶       | ۱۶-      | ۰      | حذف               |

تیم‌های صعود کرده به مرحله بعد
 استرالیا

 چین

 ایران

 عراق

 ژاپن

 اردن

 کرهٔ شمالی

 کرهٔ جنوبی

 عربستان سعودی

 سوریه

 تایلند

 امارات متحدهٔ عربی

 ازبکستان

 ویتنام

 یمن

 قطر

(((سه تیم از اسیا در المپیک حضور میابند)))

## افریقا
این مسابقات به صورت رفت و برگشت برگزار می‌شود و ۴تیم به المپیک صعود میکنند .
تیم ها
 الجزایر

 بوتسوانا

 کامرون

 کنگو

 Congo DR

 ساحل عاج

 مصر

 گابن

 غنا

 گینه بیسائو

 کنیا

 لیبی

 لیبریا

 موریتانی

 مراکش

 نیجریه

 رواندا

 سنگال

 سیرالئون

 سومالی

 آفریقای جنوبی

 سودان

 اسواتینی

 تونس

 اوگاندا

 زامبیا

 زیمبابوه

دور اول
لیبی ۰  -   ۰ موریتانی
سیرالیون ۱ - ۱ گینه بیسائو
بوتسوانا ۳ _ ۰ کنیا
رواندا ۲ _ ۰ سومالی
غنا ۲ _ ۰ لیبریا
دور دوم
لیبی ۰  -  ۱  موریتانی
سیرالیون ۳ -۲  گینه بیسائو
بوتسوانا ۱ _ ۴ کنیا
رواندا ۱ _ ۱ سومالی
غنا ۵ _ ۱ لیبریا
تیم‌های صعود کرده مرحله بعد =
 بوتسوانا

 موریتانی

 غنا

 رواندا

 سیرالئون

دور سوم
بوتسوانا   ۱-۱ زامبیا
رواندا ۱_۲ اوگاندا
غنا ۱_۰ کنگو
موریتانی ۱_ ۱ مالی
تونس ۱_۰ سودان
زیمبابوه ۰_ ۰ سوازیلند
سیرالیون ۰ - ۰ کامرون
دور چهارم
بوتسوانا   ۱-۲ زامبیا
رواندا ۰_۲ اوگاندا
غنا ۰_۱ کنگو
موریتانی ۱_ ۳ مالی
تونس ۲_۰ سودان
زیمبابوه ۲_ ۲ سوازیلند
سیرالیون ۱ - ۱ کامرون
تیم‌های صعود کرده به مرحله بعد
 کنگو

 مالی

 سیرالئون

 تونس

 اوگاندا

 زامبیا

 زیمبابوه